# Estornell bronzat
L'estornell bronzat (Aplonis panayensis) és un ocell de la família dels estúrnids (Sturnidae). El seu estat de conservació es considera de risc mínim.

## Hàbitat i distribució
Viu a la vegetació secundària, terres de conreu i ciutats, a les terres baixes des de l'est de l'Índia i oest de Myanmar, cap al sud, a través de la Península Malaia fins les illes Andaman i Nicobar, Sumatra, incloent la major part de les illes properes; Java, Bali, Borneo, incloent les illes Anambas, Natuna i Maratua; Cèlebes, incloent Togian, Sangihe, Talaud i moltes petites illes; Illes Filipines.